# جواو فيشر
جواو فيشر (بالإنجليزية: Jo Fisher)‏ هي لاعبة كرة قدم نيوزيلندية، ولدت في 18 يناير 1962 في نيوزيلندا. شاركت مع منتخب نيوزيلندا لكرة القدم للسيدات.